# The Secret Life of Words
The Secret Life of Words (spanska: La vida secreta de las palabras) är en spansk dramafilm från 2005 i regi av Isabel Coixet.

## Utmärkelser
Filmen vann fyra Goyapriser 2006, inklusive priset för bästa film.

## Rollista i urval
- Sarah Polley - Hanna
- Tim Robbins - Josef
- Javier Cámara - Simon
- Sverre Anker Ousdal - Dimitri
- Steven Mackintosh - doktor Sulitzer
- Eddie Marsan - Victor
- Julie Christie - Inge
- Daniel Mays - Martin
- Dean Lennox Kelly - Liam
- Danny Cunningham - Scott